# Сигнал про допомогу

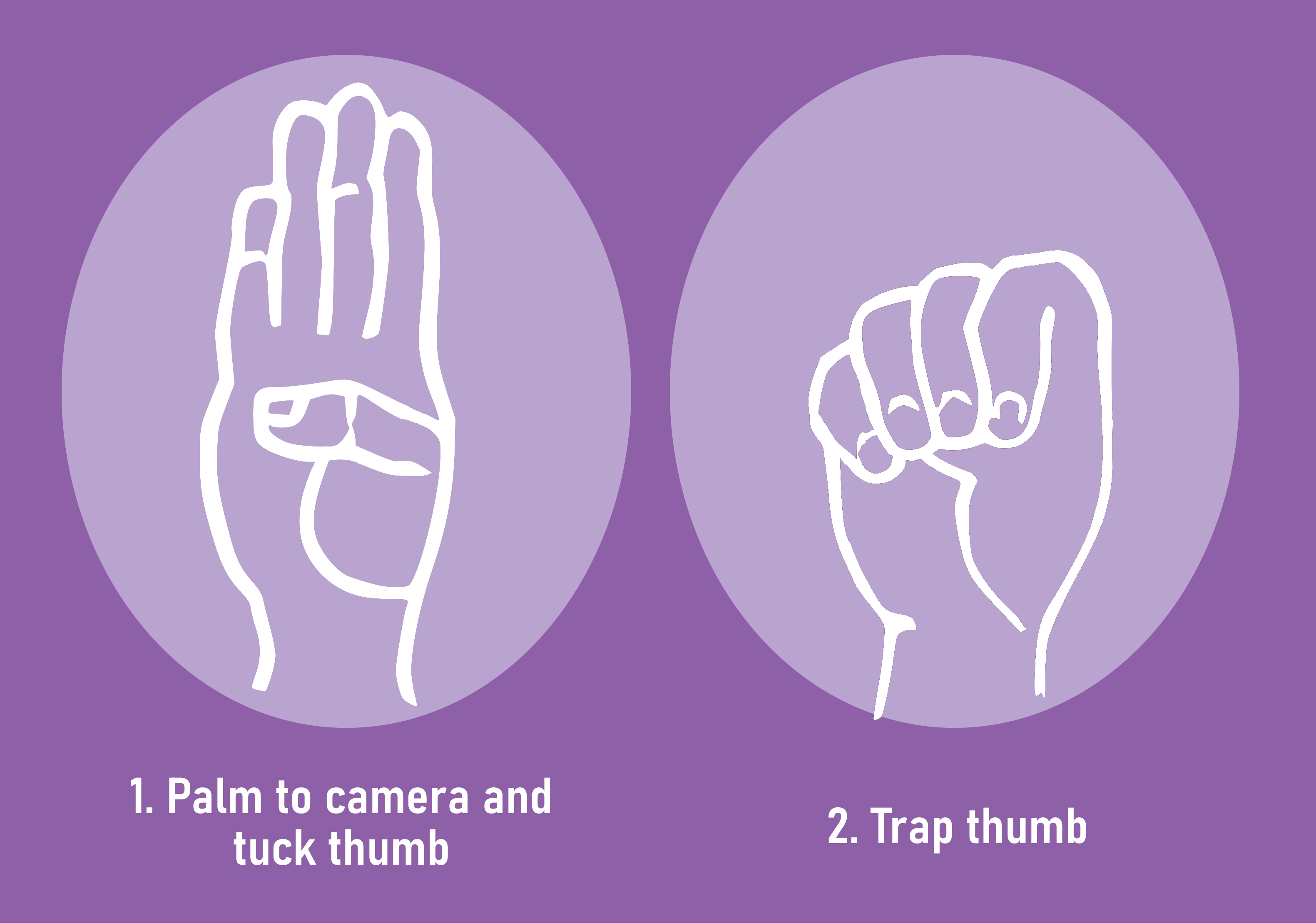
Сигнал про допомогу

Сигнал про допомогу (англ. Signal for Help; або сигнал про допомогу при домашньому насиллі, англ. Violence at Home Signal for Help) — жест однією рукою, який може використовуватися під час відеодзвінку або особисто задля попередження про відчуття загрози та потребу допомоги. Спочатку сигнал був створений як інструмент для боротьби зі зростанням випадків домашнього насильства в усьому світі, пов'язаних із заходами самоізоляції під час пандемії COVID-19.
Сигнал виконується підняттям однієї руки з великим пальцем, затисненим у долоні, з подальшим складанням чотирьох інших пальців вниз, символічно захоплюючи ними великий палець. Він спеціально розроблений як один безперервний рух руки, а не як знак, який утримується в одному положенні, щоб його можна було легко побачити.
«Сигнал про допомогу» був створений Канадським жіночим фондом (англ. Canadian Women's Foundation) і представлений 14 квітня 2020 року. Незабаром він поширився через соціальну відеоплатформу TikTok і був прийнятий міжнародною Мережею фінансування жінок (англ. Women's Funding Network, WFN). Він здобув високу оцінку від канадських і міжнародних інформаційних агенцій за те, що допоміг знайти сучасне вирішення проблеми зростання кількості випадків домашнього насильства.
У відповідь на занепокоєння, що кривдники можуть дізнатися про таку широко поширену онлайн-ініціативу, Канадський жіночий фонд та інші організації пояснили, що цей сигнал не є «чимось, що врятує ситуацію», а радше інструментом, який хтось може використати, щоб отримати допомогу.
Кампанія передбачає, що цей сигнал означатиме «зв'яжіться зі мною безпечно» та радить, що якщо хтось бачить особу, яка використовує сигнал під час відеодзвінку, він повинен зв'язатися з тим, хто сигналізує, іншим способом (наприклад, текстовим повідомленням або електронною поштою), щоб запитати, що їм потрібно. Кампанія рекомендує зв'язуватися зі службами екстреної допомоги лише тоді, коли сигналізатор явно вимагає цього. Зменшити ризик та полегшити відповіді мають запитання, які передбачають односкладні відповіді «так» чи «ні» (англ. yes-no question).